# 샨 바버라 앨런
샨 바버라 앨런(Sian Barbara Allen, 1946년 7월 12일 ~ 2025년 3월 31일)은 미국의 배우이다.

## 출연 작품

### 영화
- 저택의 비밀 (1972, You'll Like My Mother)
- 스크림, 프리티 페기 (1973, Scream, Pretty Peggy)
- 황야의 2인조 (1974년)

### 텔레비전
- 딜론 보안관 (1971)
- 닥터 웰비 (1971-74)
- 아이언사이드 (1972-74)
- 월튼네 사람들 (1973)